# Sodom (Whalsay)

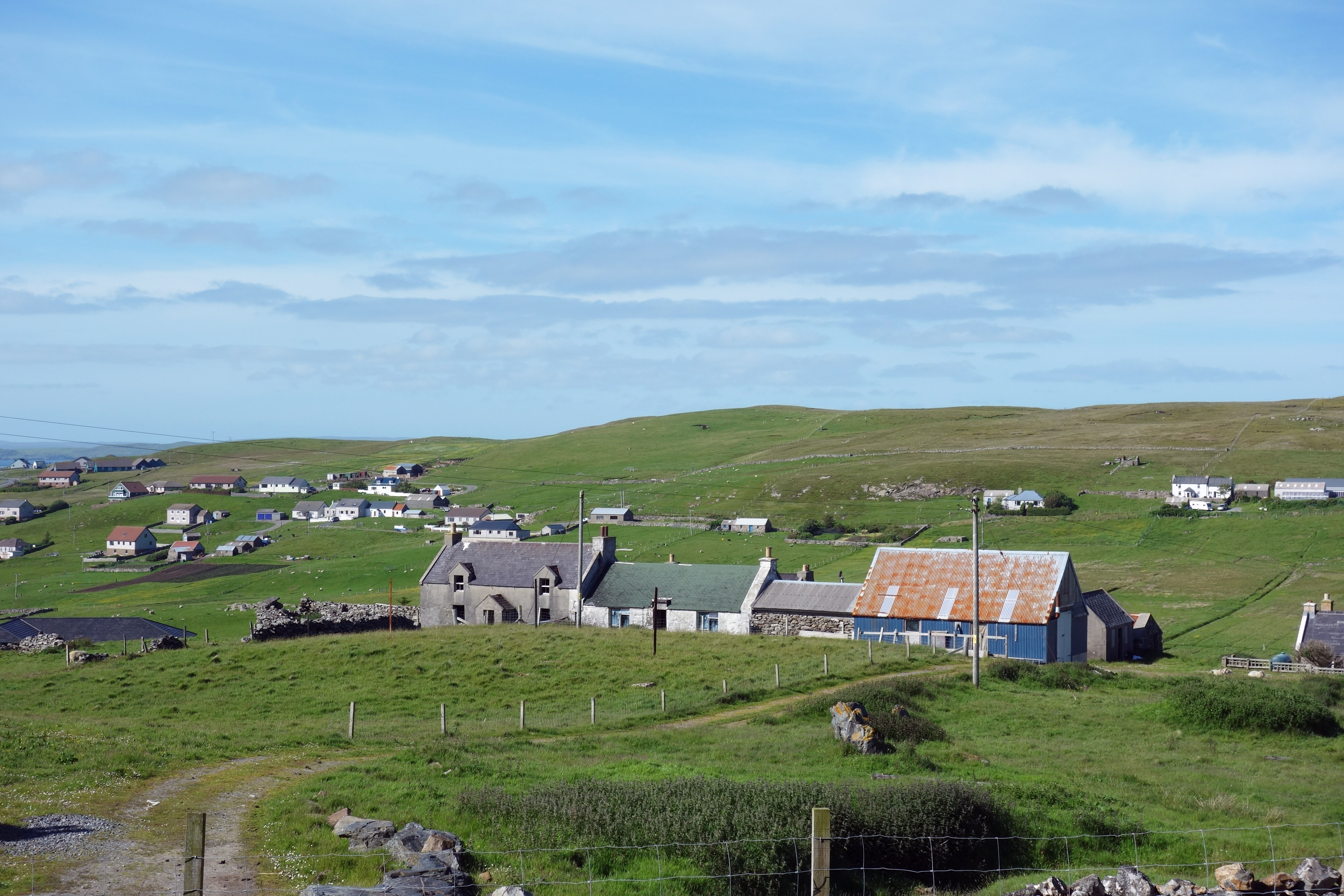
Blick von Süden auf den historischen Kern, im Hintergrund Hamister

Sodom ist eine Ortschaft auf der zu den schottischen Shetlands zählenden Insel Whalsay östlich von Symbister, dem Hauptort der Insel. Gelegentlich ist auch die ältere Namensvariante Sudheim anzutreffen. Der Name leitet sich ab von altnordisch Suðr-heimr und bedeutet südliches Gehöft. Den historischen Kern bildet ein aus zwei Crofter-Höfen bestehender Weiler, gelegen an einem nach Norden abfallenden Hang etwas nördlich der von Symbister zum Loch of Huxter und weiter nach Isbister führenden Straße. In einem der beiden, heute als Grieve House bezeichnet, lebte von 1933 bis 1942 der Schriftsteller Hugh MacDiarmid, eigentlich Christopher Murray Grieve. Durch das Wachstum Symbisters und Sodoms seit Anfang des 20. Jahrhunderts sind die Grenzen zwischen beiden Orten fließend geworden.